# Hellmár Antal
Hellmár Antal (Anton Helmar, Malacka, 1700. november 28. – Buda, 1744. január 1.) bölcseleti doktor, Jézus-társasági áldozópap és tanár.

## Élete
1717. október 9-én Győrött lépett a rendbe; Bécsben a teológiát, Grazban a poézist és retorikát végezte és mindkét tantárgy ismétlése után 1735-37-ben Szakolcán, a Nagyszombati Egyetemen a logikát, fizikát és metafizikát adta elő. Ezután a szerzet növendékeinek mestere volt; végül Budán tanított.
Nevét hibásan Hellmayernek és Hellmayrnak is írják.

## Művei
- Mausolaeum Graecense Ferdinandi II. Rom. Imp. Marige Annae conjugis et Joannis Caroli AA., versu descriptum Graecii, 1732
- Templom Aulicum Societatis Jesu seu Divi Aegidii urbis Graecensis patroni basilica cum oratione in eundem et delineatione templi. Graecii, 1733
- Dictamina seu scita variae doctrinae, politicae, moralis, stoicae, christianae, et spiritualis. Ex operibus Joannis Eusebii Nierembergii... Promotore... Tyrnaviae, 1736
- Lusus poetici... Promotore... Tyrnaviae, 1736 (ezt Kéri Bálintnak tulajdonítják)
- Series Banorum Dalmatiae, Croatiae, Slavoniae ab anno 870 ad 1737. Tyrnaviae, 1737 (mások szerint Kéri Bálint a munka szerzője)